# لاله ادولیس
آمانا ادولیس (نام علمی: Amana edulis (Miq.) Honda) از نظر ظاهری به لاله شباهت دارد و قبلاً یکی از گونه‌های لاله و با (نام علمی: 'Tulipa edulis') به شمار می‌آمد. یک گیاه چند ساله از سردهٔ آمانا است. رنگ آن سفید و اندازهٔ آن کوچک است و در اوایل بهار سبز می‌شود. این گیاه در جمهوری خلق چین، ژاپن و کره (کشور) مصرف خوراکی دارد و در برخی موارد به عنوان دارو نیز به مصرف می‌رسد.